# Christoph Dengel
Christoph Dengel (* 20. Januar 1974) ist ein ehemaliger deutscher Fußballspieler.

## Karriere
Dengel wuchs im Kaiserslauterer Stadtteil Mölschbach auf und begann in der E-Jugend beim 1. FC Kaiserslautern mit dem Fußballspielen. Mit dem 1. FCK gewann er 1992 die Deutsche A-Jugend-Meisterschaft. Beim 5:1-Finalerfolg gegen den 1. FC Köln erzielte er drei Tore. Bereits 1991 hatte Dengel mit seinem Team im Finale gestanden, dort aber mit 1:4 gegen den VfB Stuttgart verloren. Auch in diesem Spiel erzielte er einen Treffer, der die zwischenzeitliche 1:0-Führung bedeutete.
Über die Jugendteams und die Amateurmannschaft gelang ihm schließlich der Sprung ins Bundesligateam. Seinen ersten Bundesligaeinsatz hatte er am 25. November 1995 im Spiel gegen den SC Freiburg. Er kam jedoch nur auf zwei Einsätze, bevor er 1996 zu Fortuna Köln in die 2. Bundesliga wechselte. Ohne Einsatz konnte er mit Kaiserslautern im Jahr seines Abschieds den Sieg im DFB-Pokal feiern. 
In Köln wurde er regelmäßiger eingesetzt, dennoch wechselte er 1998 in die Regionalliga West/Südwest zum Wuppertaler SV Borussia. Nach nur einem Jahr zog es ihn weiter nach Lübeck, wo er für den VfB in der Regionalliga Nord eingesetzt wurde. In Lübeck spielte er in der 1. Runde des DFB-Pokals gegen SV Waldhof Mannheim erstmals in diesem Wettbewerb und erzielte in der 102. Minute der Verlängerung den 2:2-Ausgleich, der zu einem Elfmeterschießen führte, das Lübeck schließlich gewinnen konnte. 
Im Anschluss spielte er in der Oberliga für FK Pirmasens, den FC 08 Homburg und wieder in Pirmasens, wo er 2006 in die Regionalliga Süd aufstieg. Nach einem Jahr Regionalliga wechselte er 2007 zum SC Hauenstein und damit zurück in die Oberliga. 2009 wechselte er zum unterklassigen TuS Jettenbach in die Bezirksklasse, wo er bis 2012 als Spielertrainer tätig war. Von Jettenbach wechselte der 38-Jährige ebenfalls als Spielertrainer zum SV Schopp. Ab 2014 war er Spielertrainer beim SV Mölschbach (B-Klasse). 2016 entschied er sich für eine Auszeit vom Fußball und beendete seine Tätigkeit in Kaiserslautern-Mölschbach.

## Statistik
In seiner Karriere wurde Dengel zwei Mal in der Bundesliga eingesetzt. Dazu kamen 30 Einsätze (4 Tore) in der 2. Bundesliga, 92 Partien (20 Tore) in der Regionalliga und ein Spiel (1 Tor) im DFB-Pokal.

## Erfolge
- DFB-Pokal: 1996 (ohne Einsatz)
- Deutsche A-Jugendmeisterschaft: Sieger 1992, Finalist 1991